# Lennart Strand
Pour les articles homonymes, voir Strand.
Lennart Strand, né le 13 juin 1921 et mort le 23 janvier 2004, est un athlète suédois, spécialiste du demi-fond. Il a remporté une médaille d'argent aux Jeux olympiques d'été de 1948 à Londres derrière son compatriote Henry Eriksson.
Deux ans auparavant aux Championnats d'Europe de 1946, Strand était devenu champion d'Europe devant Eriksson.

## Palmarès

### Jeux olympiques d'été
- Jeux olympiques d'été de 1948 à Londres ( Royaume-Uni)
  -  Médaille d'argent sur 1 500 m

### Championnats d'Europe d'athlétisme
- Championnats d'Europe d'athlétisme de 1946 à Oslo ( Norvège)
  -  Médaille d'or sur 1 500 m